# 近郊農業

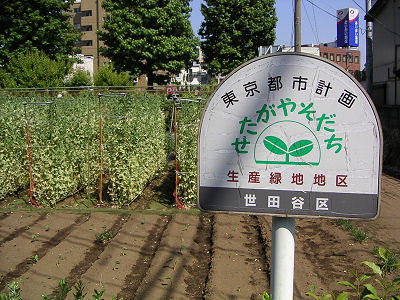
近郊農業（東京都世田谷区）

近郊農業（きんこうのうぎょう）とは、大都市の周辺で行われる農業である。
都市に新鮮な農畜産物を周年的に供給することを目的に、野菜や花などの商品作物を栽培する。大都市の近くで農産物などを生産することで高速道路などを使って鮮度を保ったままその都市に運搬できるというメリットがある。農業分類においては園芸農業に属する。地価が高いため小規模であるが、土地生産性は高い。高度に集約的な農業であり、軟弱野菜を主体とした多種類の作付が行われる。また花卉（かき）や植木栽培も景観的特色を有する。欧米では新鮮な市乳を供給する目的で酪農も行われる。露地栽培を主とするが、一部では温室やビニールハウスを用いる場合もある
。防災機能や緑地保全などに着目し生産緑地に指定されている場合があり、また日本の横浜市では独自に農業専用地区制度を設けている。対義語は輸送園芸（遠郊農業）である。

## 主な産地

### アジア
- 日本 - ビニールハウスによる施設園芸が発達する[4]。
  - 首都圏 - 茨城県・栃木県・群馬県・埼玉県・千葉県・東京都多摩地区・東京23区外縁部・神奈川県・山梨県郡内地方。
1都6県共通して東京をはじめとする首都圏の野菜供給基地。茨城・千葉・埼玉などの平野部では稲作が盛んなほか、千葉・栃木の山間部では酪農が盛んである。茨城県の県南・県西の利根川沿岸では第二次世界大戦前から東京の近郊農業地域に入っていた[1]。戦後は交通網や流通システムの発達により、輸送園芸が台頭したことで、近郊農業の優位性が崩れた[1]。そのため、多種類栽培から特定産物の栽培に集中し、東京だけでなく、日本全国の市場を志向する産地も現れている[1]。
  - 中京圏 - 愛知県・岐阜県美濃地区・三重県伊勢地区。 名古屋をはじめとする中京圏の野菜供給基地。濃尾平野から三河地方にかけて稲作が盛ん。また、東三河地方（特に豊橋市・田原市）の名産品であるキャベツは関東から関西まで広い範囲に出荷される。
  - 京阪神 - 滋賀県・京都府・泉南地区・泉北地区・南河内地区・北摂地区など大阪府外縁部・兵庫県・奈良県・和歌山県・三重県伊賀地区。
大阪などの京阪神の野菜供給基地。京都の丹波地方は黒豆やコシヒカリの名産地であり、大阪の泉南地域では水ナス・タマネギの生産が盛ん。また、兵庫は全国有数の畜産王国であり、神戸牛や但馬牛などブランド牛の産地である。
- 韓国
  - ソウル - 京畿道は首都圏の食糧供給基地であり、農業が盛んである。仁川広域市は米の産地として韓国内では有名。

### ヨーロッパ
- オランダ - 西ヨーロッパの中央に位置し、イギリス・ドイツ・フランスといった大消費地に近いため発達した[4]。オランダの農業生産額の3分の1が、近郊農業（園芸農業）による[4]。ポルダーでは野菜・花の露地栽培が、デン・ハーグでは野菜・花・高級果実の温室栽培が[4]、ハールレムからライデンにかけてチューリップなどの球根栽培が[3]、特に盛んである。

### 北アメリカ
- アメリカ合衆国
  - メリーランド州・ニューヨーク州ロングアイランド - 蔬菜栽培[3]